# Iglesia de Santa María (Castellar de Nuch)

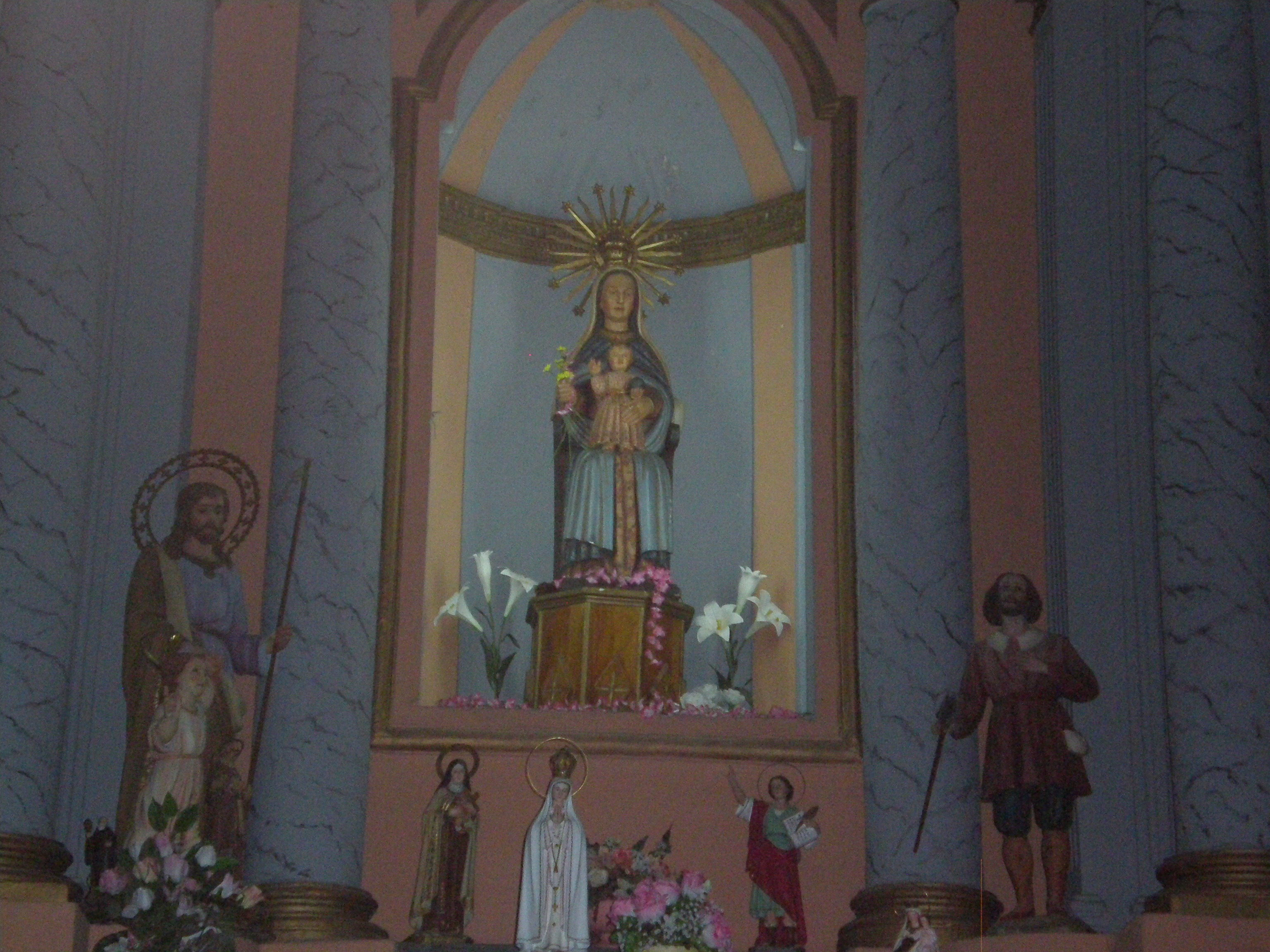
Interior de la iglesia

La iglesia de Santa Maria de Castellar de n'Hug, se encuentra en el centro de la población de Castellar de Nuch en la comarca catalana del Bergadá.

## Historia
Documentada en el siglo X, en el acta de consagración de la Seo de Urgel. Hug de Mataplana y su esposa Elisenda, en el año 1229 tomaron bajo su protección la iglesia y la dotaron de diversos bienes, así como hicieron construir un altar dedicado a san Miguel. En el año 1376 dependía de los baroneses de Pinós. Tuvo como sufragaria suya, en el siglo XVIII, a la iglesia de Sant Vicenç de Rus.

## El edificio
En la actualidad, se conserva poco del edificio románico, siendo básicamente de estilo neoclásico. El campanario es el elemento más destacado de lo que queda de la construcción medieval, es de torre de planta cuadrada con cuatro pisos, en su parte inferior tiene una gran ventana con arco de medio punto, que corresponde al románico, a partir del segundo pisos es de época posterior.
Al lado del campanario, en el muro sur, se abre la puerta de entrada con herrajes medievales.